# Teresin (powiat de Sochaczew)

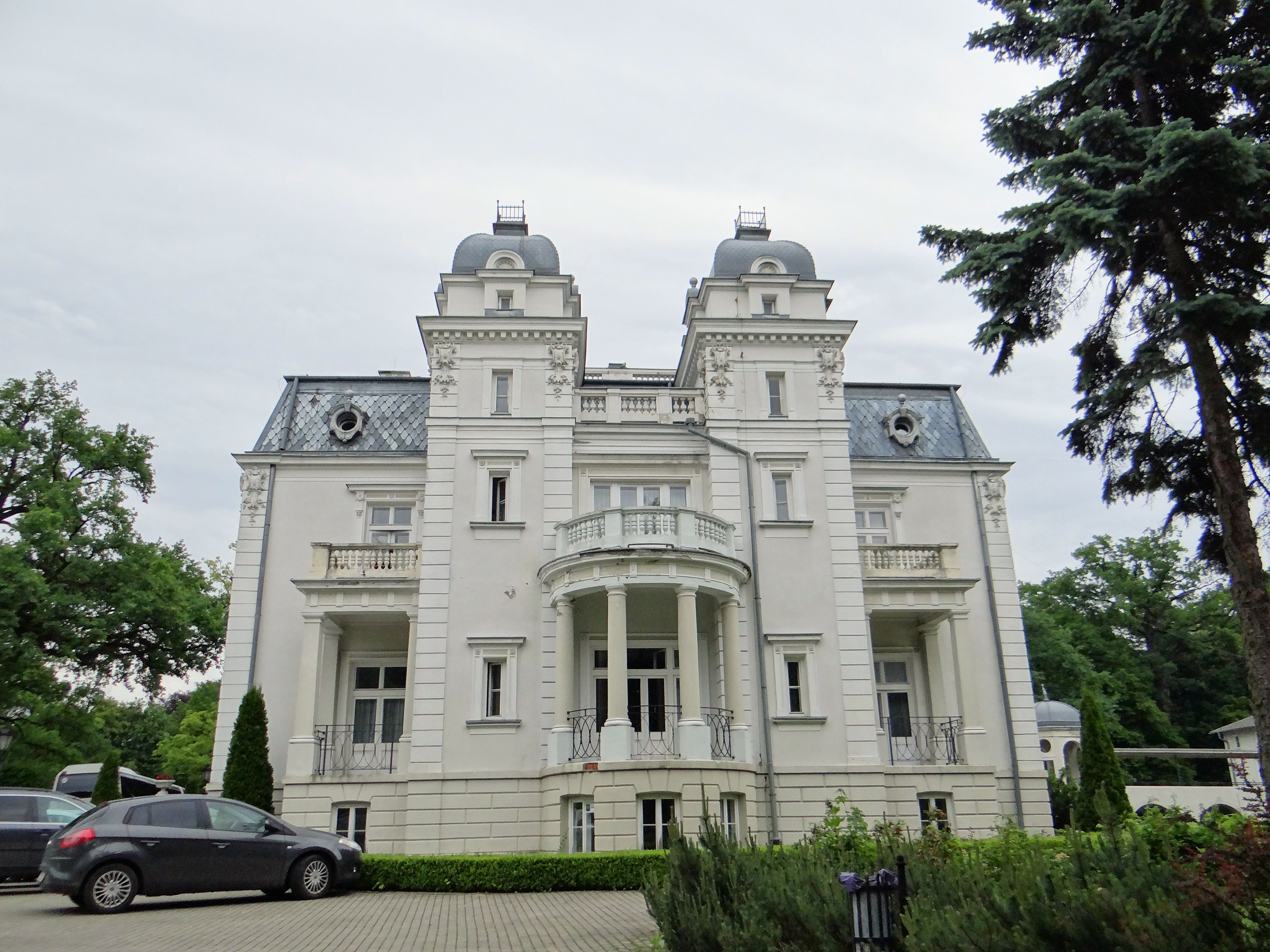
Palais de Drucki-Lubecki à Teresin.

Teresin est un village polonais de la voïvodie de Mazovie et du powiat de Sochaczew. 
Il est le siège de la gmina de Teresin et compte environ 2 500 habitants.[citation nécessaire]
On y trouve la Cité de la Mère Immaculée de Dieu (Niepokalanów), un monastère de l’Église catholique.